# Xã Liberty, Quận Bedford, Pennsylvania
Xã Liberty (tiếng Anh: Liberty Township) là một xã thuộc quận Bedford, tiểu bang Pennsylvania, Hoa Kỳ. Năm 2010, dân số của xã này là 1.368 người.